# Dečanska Bistrica
Dečanska Bistrica (alb. Bistrica e Deçanit) je rijeka na Kosovu.
Rijeka izvire na južnim padinama planine Bogićevice koja je dio Prokletija. Teče prema sjeveru od vrha Đeravice (najviši vrh Kosova: 2656 metara). Gornji dio toka se zove Kožnjarska Bistrica i prima vodu iz brojnih potoka. Rijeka zatim skreće prema jugoistoku, gdje prolazi kroz duboki kanjon (Dečanski klanac). Na izlazu iz klisure, Dečanska Bistrica teče pored manastira Visoki Dečani, zatim nastavlja prema istoku kroz gusto naseljeno područje oko grada Dečani. Rijeka se ulijeva u Bijeli Drim kao desna pritoka.
Snaga gornjeg toka iskorištena je u hidroelektrani Kožnjar, snage 6,5 MW, izgrađena 1947. godine.

## Vanjske poveznice
|  | Zajednički poslužitelj ima još gradiva o temi Dečanska Bistrica |